# リズ・カムーシュ
リズ・カムーシュ（Liz Carmouche、1984年2月19日 - ）は、アメリカ合衆国の女性総合格闘家。ルイジアナ州ラファイエット出身。チーム・ハリケーン・オーサム所属。現Bellator世界女子フライ級王者。リズ・カムーシェ、リズ・カモーシェとも表記される。

## 来歴
ルイジアナ州ラファイエットで生まれた後、アメリカ海兵隊員だった父親の仕事の都合で幼少期に日本の沖縄県へ移り、沖縄クリスチャンスクールインターナショナルを卒業。20歳の時に自身も海兵隊に入隊し、航空電気技師として5年間任期を務めた。
2010年、メキシコでプロデビュー。
2010年9月30日、C3 Fights: Red River Rivalryでヴァレンティーナ・シェフチェンコと対戦し、2RにドクターストップによりTKO勝ち。

### Strikeforce
2011年3月5日、Strikeforce: Feijao vs. Hendersonの女子ウェルター級（-61kg）タイトルマッチで王者のマルース・クーネンと対戦し、4Rに三角絞めで一本負け。キャリア初黒星を喫した。
2011年7月22日、Strikeforce Challengers: Voelker vs. Bowling IIIでサラ・カフマンと対戦し、0-3の判定負け。

### UFC
2013年2月23日、UFC 157のUFC世界女子バンタム級タイトルマッチで王者のロンダ・ラウジーに挑戦し、1Rに腕ひしぎ十字固めで一本負け。この試合はUFC史上初となる女子の試合であり、ペイ・パー・ビューの販売件数は約50万件を記録。女子選手がメインを務めた格闘技イベントとしては過去最高の販売件数を記録した。
2013年11月6日、UFC: Fight for the Troops 3で女子バンタム級ランキング6位のアレクシス・デイビスと対戦し、0-3の判定負け。
2014年4月19日、UFC on FOX 11で女子バンタム級ランキング3位のミーシャ・テイトと対戦し、0-3の判定負け。
2016年11月12日、UFC 205で女子バンタム級ランキング14位のケイトリン・チュケイギアンと対戦し、2-1の判定勝ち。
2017年12月9日、新設されたフライ級に階級を下げ、UFC Fight Night: Swanson vs. Ortegaでアレクシス・デイビスと再戦し、1-2の判定負け。
2019年8月10日、UFC Fight Night: Shevchenko vs. Carmouche 2のUFC世界女子フライ級タイトルマッチで王者の ヴァレンティーナ・シェフチェンコに挑戦し、0-3の5R判定負け。王座獲得に失敗した。

### Bellator
2020年9月12日、Bellator MMAデビュー戦となったBellator 246でディアナ・ベネットと対戦し、3Rにリアネイキドチョークで一本勝ちを収めた。
2021年6月25日、Bellator 261で女子フライ級ランキング3位の渡辺華奈と対戦し、スタンドパンチ連打で開始35秒のTKO勝ち。

#### Bellator世界王座獲得
2022年4月22日、Bellator 278のBellator世界女子フライ級タイトルマッチで王者ジュリアナ・ヴェラスケスに挑戦し、グラウンドの肘打ち連打で4RTKO勝ち。王座獲得に成功した。
2022年12月9日、Bellator 289のBellator世界女子フライ級タイトルマッチで女子フライ級ランキング1位の挑戦者ジュリアナ・ヴェラスケスとダイレクトリマッチを行い、2Rに腕ひしぎ十字固めで一本勝ちを収め、王座の初防衛に成功した。
2023年4月21日、Bellator 294のBellator世界女子フライ級タイトルマッチで女子フライ級ランキング4位の挑戦者ディアナ・ベネットと対戦し、肩固めで4R一本勝ち。2度目の王座防衛に成功した。
2023年10月7日、Bellator 300のBellator世界女子フライ級タイトルマッチで女子フライ級ランキング3位の挑戦者イリマ＝レイ・マクファーレンと対戦し、右ローキックで5RTKO勝ち。3度目の王座防衛に成功した。なお、前日計量でマクファーレンがフライ級の契約体重を726g超過したため、試合はカムーシュが勝利した場合は王座防衛、マクファーレンが勝利した場合は王座が空位となるという条件で行われた。
2024年6月13日、PFL 4: 2024 Regular Seasonで渡辺華奈と対戦し、試合終了直前に腕十字固めで一本勝ち。

## 人物
- 2013年にUFC 157のUFC世界女子バンタム級タイトルマッチでロンダ・ラウジーと対戦し、UFCで初めて試合をした女子選手となった。同性愛を公表している人物として初めて同団体に参戦した選手でもある[11]。
- 沖縄育ちのため、多少の日本語を使いこなすことができる[12]。当時の生活については「沖縄は素晴らしい場所で、文化や自然環境も大好きだった」と振り返っている[13]。

## 戦績
| 総合格闘技 戦績 | 総合格闘技 戦績 | 総合格闘技 戦績 | 総合格闘技 戦績 | 総合格闘技 戦績 | 総合格闘技 戦績 | 総合格闘技 戦績 |
| --------------- | --------------- | --------------- | --------------- | --------------- | --------------- | --------------- |
| 28 試合         | (T)KO           | 一本            | 判定            | その他          | 引き分け        | 無効試合        |
| 21 勝           | 9               | 5               | 7               | 0               | 0               | 0               |
| 7 敗            | 0               | 2               | 5               | 0               | 0               | 0               |

| 勝敗 | 対戦相手                                 | 試合結果                              | 大会名                                                                            | 開催年月日     |
|      | ジェナ・ビショップ                       | 試合前                                | PFL Warld Tournament 2025 【2025年PFL女子フライ級トーナメント決勝】               | 2025年?月??日  |
| ○    | エローラ・デイナ                         | 5分3R終了 判定3-0                     | PFL Warld Tournament 2025 【2025年PFL女子フライ級トーナメント準決勝】             | 2025年6月21日  |
| ○    | 渡辺華奈                                 | 3R 4:52 腕ひしぎ十字固め              | PFL 4: 2024 Regular Season                                                        | 2024年6月13日  |
| ○    | イリマ＝レイ・マクファーレン             | 5R 0:17 TKO（右ローキック）           | Bellator 300: Nurmagomedov vs. Primus 【Bellator世界女子フライ級タイトルマッチ】  | 2023年10月7日  |
| ○    | ディアナ・ベネット                       | 4R 4:29 肩固め                        | Bellator 294: Carmouche vs. Bennett 2 【Bellator世界女子フライ級タイトルマッチ】  | 2023年4月21日  |
| ○    | ジュリアナ・ヴェラスケス                 | 2R 4:24 腕ひしぎ十字固め              | Bellator 289: Stots vs. Sabatello 【Bellator世界女子フライ級タイトルマッチ】      | 2022年12月9日  |
| ○    | ジュリアナ・ヴェラスケス                 | 4R 4:47 TKO（グラウンドの肘打ち連打） | Bellator 278: Velasquez vs. Carmouche 【Bellator世界女子フライ級タイトルマッチ】  | 2022年4月22日  |
| ○    | 渡辺華奈                                 | 1R 0:35 TKO（スタンドパンチ連打）     | Bellator 261: Johnson vs. Moldavsky                                               | 2021年6月25日  |
| ○    | ヴァネッサ・ポルト                       | 5分3R終了 判定3-0                     | Bellator 256: Bader vs. Machida 2                                                 | 2021年4月9日   |
| ○    | ディアナ・ベネット                       | 3R 3:17 リアネイキドチョーク          | Bellator 246: Archuleta vs. Mix                                                   | 2020年9月12日  |
| ×    | ヴァレンティーナ・シェフチェンコ         | 5分5R終了 判定0-3                     | UFC Fight Night: Shevchenko vs. Carmouche 2 【UFC世界女子フライ級タイトルマッチ】 | 2019年8月10日  |
| ○    | ルーシー・プディロヴァ                   | 5分3R終了 判定3-0                     | UFC Fight Night: Błachowicz vs. Santos                                            | 2019年2月23日  |
| ○    | ジェニファー・マイア                     | 5分3R終了 判定3-0                     | UFC Fight Night: dos Santos vs. Ivanov                                            | 2018年7月14日  |
| ×    | アレクシス・デイビス                     | 5分3R終了 判定1-2                     | UFC Fight Night: Swanson vs. Ortega                                               | 2017年12月9日  |
| ○    | ケイトリン・チュケイギアン               | 5分3R終了 判定2-1                     | UFC 205: Alvarez vs. McGregor                                                     | 2016年11月12日 |
| ○    | ローレン・マーフィー                     | 5分3R終了 判定3-0                     | UFC Fight Night: Mendes vs. Lamas                                                 | 2015年4月4日   |
| ×    | ミーシャ・テイト                         | 5分3R終了 判定0-3                     | UFC on FOX 11: Werdum vs. Browne                                                  | 2014年4月19日  |
| ×    | アレクシス・デイビス                     | 5分3R終了 判定0-3                     | UFC: Fight for the Troops 3                                                       | 2013年11月6日  |
| ○    | ジェシカ・アンドラージ                   | 2R 3:57 TKO（パウンド）               | UFC on FOX 8: Johnson vs. Moraga                                                  | 2013年7月27日  |
| ×    | ロンダ・ラウジー                         | 1R 4:49 腕ひしぎ十字固め              | UFC 157: Rousey vs. Carmouche 【UFC世界女子バンタム級タイトルマッチ】             | 2013年2月23日  |
| ○    | ケイトリン・ヤング                       | 2R 3:34 リアネイキドチョーク          | Invicta FC 2: Baszler vs. McMann                                                  | 2012年7月28日  |
| ○    | アシュリー・カリー                       | 1R 1:58 TKO（パウンド）               | Invicta FC 1: Coenen vs. Ruyssen                                                  | 2012年4月28日  |
| ×    | サラ・カフマン                           | 5分3R終了 判定0-3                     | Strikeforce Challengers: Voelker vs. Bowling III                                  | 2011年7月22日  |
| ×    | マルース・クーネン                       | 4R 1:29 三角絞め                      | Strikeforce: Feijao vs. Henderson 【Strikeforce女子ウェルター級タイトルマッチ】   | 2011年3月5日   |
| ○    | ジャン・フィニー                         | 3R 1:30 TKO（パウンド）               | Strikeforce Challengers: Wilcox vs. Ribeiro                                       | 2010年11月19日 |
| ○    | ヴァレンティーナ・シェフチェンコ         | 2R 3:00 TKO（ドクターストップ）       | C3 Fights: Red River Rivalry                                                      | 2010年9月30日  |
| ○    | コリーン・シュナイダー                   | 3分3R終了 判定3-0                     | Strikeforce Challengers: Riggs vs. Taylor                                         | 2010年8月13日  |
| ○    | マルゲリータ・デ・ラ・クルーズ・ラミレス | 2R終了時 TKO（ドクターストップ）      | Ultimate Warrior Challenge 7                                                      | 2010年6月26日  |
| ○    | アリーナ・アルバートソン                 | 2R 0:48 腕ひしぎ十字固め              | Native Fighting Championship 5                                                    | 2010年5月29日  |
| ○    | トゥルーディ・ギン                       | 1R 2:59 TKO（ミドルキック）           | Independent Event                                                                 | 2010年3月13日  |

## 獲得タイトル
- 第3代Bellator世界女子フライ級王座（2022年）